# Demo 1 (album The Birthday Massacre)
Demo 1 – pierwszy album demo zespołu The Birthday Massacre.

## Lista utworów
1. „Over”
2. „Remember Me”
3. „Under The Stairs”
4. „The Birthday Massacre”
5. „Nothing And Nowhere”
6. „Queen Of Hearts”
7. „Night Time”